# Cucullia grisescens
Cucullia grisescens är en fjärilsart som beskrevs av Wagner 1931. Cucullia grisescens ingår i släktet Cucullia och familjen nattflyn. Inga underarter finns listade i Catalogue of Life.